# Centro-Norte da Virgínia Ocidental

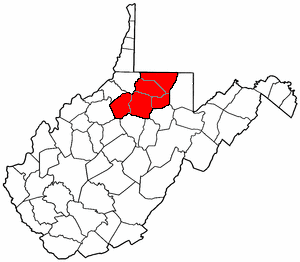
Centro-Norte da Virgínia Ocidental

O Centro-Norte da Virgínia Ocidental (às vezes conhecido como Condado de Mountaineer) é uma região do estado norte-americano da Virgínia Ocidental. A maior cidade é Morgantown.

## Condados
- Condado de Monongalia
- Condado de Marion
- Condado de Harrison
- Condado de Taylor
- Condado de Doddridge

Esses condados também são incluídos na região dependendo da fonte utilizada
- Condado de Barbour
- Condado de Lewis
- Condado de Upshur
- Condado de Preston
- Condado de Randolph

O Condado de Wetzel não faz parte da região porque o condado não se limita com Ohio, mas muitos habitantes do estado consideram Watzel como parte da Região da Panhandle do Norte, embora que o condado não se limite dentro da panhandle.

## Cidades e Vilas
- Morgantown
- Fairmont
- Mannington
- Clarksburg
- Bridgeport
- Grafton
- West Union

Estas cidades são incluídas às vezes na região:
- Kingwood
- Philippi (Virgínia)
- New Martinsville
- Weston
- Buckhannon
- Elkins